# IF Olsfors
IF Olsfors är en idrottsförening (fotboll) från Olsfors i Bollebygds kommun i Västergötland, bildad 1927 som Hultafors IF och namnändrad till IF Olsfors 1964. Föreningen är per 2022 fortsatt aktiv med ett par pojklag i seriespel medan seniorlaget 2014 sammanslogs med Bollebygds IF i Bollebygds IF/IF Olsfors.
Historiskt sett är Olsfors kommunens mest meriterade lag tre säsonger i gamla division III, motsvarande dagens division I, 1975-1976 och 1984.

## Se vidare
- Bollebygds SK